# Casa de Cotoner

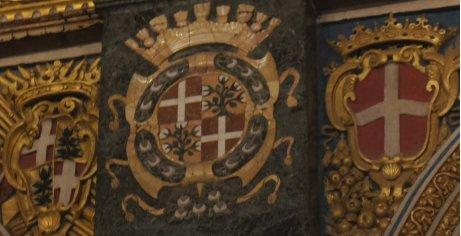
Escut d'armes de Rafael i Nicolau Cotoner, 59è i 60è Gran Mestre de l'Orde de Sant Joan de Jerusalem: quarterat, en 1r i 4t de la Religió; en 2n i 3r, un cotoner d'or esquinçat, de cinc branques de sinople, cada branca florida de plata al final.

Posició estratègica del Regne de Mallorca en relació als territoris que integraven la Corona d'Aragó en el.

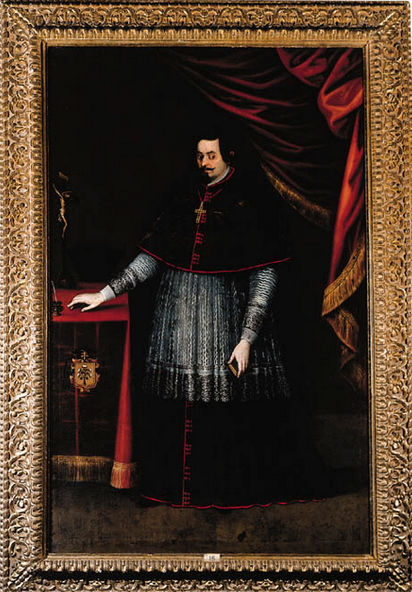
Bernat Lluís, Inquisidor del regne d'Aragó (Segle XVII)

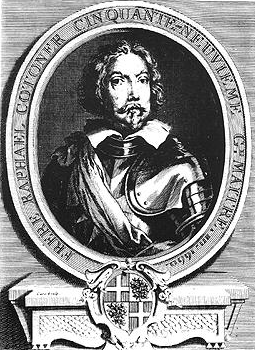
Fra Rafael (Segle XVII)

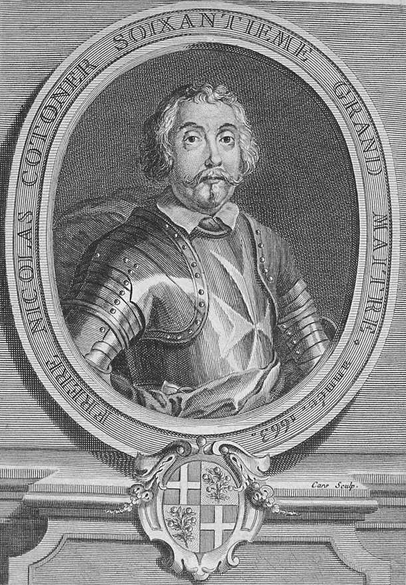
Fra Nicolau (Segle XVII)

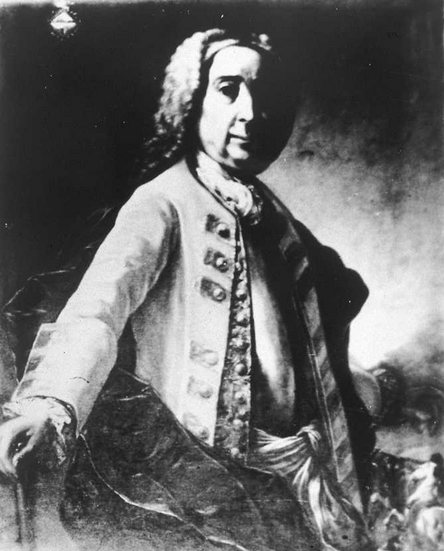
I marquès d'Ariany (Segle XVIII)

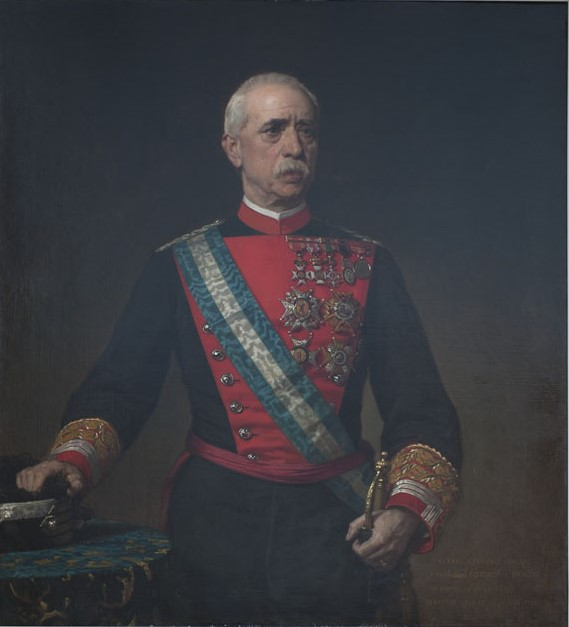
I marquès de La Sénia (Segle XIX)

La casa de Cotoner és una casa nobiliària mallorquina els orígens de la qual es remunten a Siena, Itàlia).
Quan la família Cotoner va créixer en nombre, alguns dels seus descendents van abandonar la Toscana, establint cases solars en altres punts. Uns van ser a Ascoli on van fundar i van construir el Castell de Monte Pastillo, uns altres a Sicília on van gaudir del principat de Castelnuovo i Santa Catalina, conservant sempre la memòria d'haver estat amos de la Senyoria del Cotoné en l'estat de Siena. Uns altres van passar al Regne de Mallorca la branca del qual ha arribat al segle xx servint amb distinció a la Corona d'Espanya.
Bressol de molts homes eminents en les armes i en les lletres divines i humanes; d'especial rellevància és el vincle històric amb l'ínclita, sacra i militar Orde de Sant Joan de Jerusalem a conseqüència de l'ascensió en el segle XVII de Rafael Cotoner i d'Olesa i Nicolau Cotoner i d'Olesa respectivament a la dignitat sobirana de Gran Mestre. El segle xviii els Cotoner foren una de les famílies fundadores de les Nou Cases, que agrupava les famílies més distingides de l'antic regne.
La casa pairal de la família, dita Can Cotoner o Can Ariany (pel títol de marquès d'Ariany), estava situada al nombre 6 del carrer de Sant Jaume, entre Can Armengol i Can Rutlan i davant Can San Simon. Més tard, per unió amb els Chacón passà a la família Can Chacón, a la plaça de la Drassana. Per altra banda, les nombroses possessions que la família ha tengut per Mallorca al llarg de la història han deixat la seva empremta en la toponímia; en són exemples les possessions de Son Cotoner a Puigpunyent i la barriada de Son Cotoner, a Palma, sorgida d'una antiga possessió.

## Homes il·lustres de Casa Cotoner
- Bernat Cotoner, qui va obtenir en 18 juliol de 1463 de Joan II d'Aragó pels seus mèrits i serveis privilegi perpetu de Ciutadà Militar del Regne de Mallorca.[4]
- Antoni Cotoner i Vallobar, Síndic i ambaixador del regne de Mallorca l'any 1571,[5] i va aconseguir del rei l'erecció de la Reial Audiència de Mallorca. Va obtenir pels seus molts serveis[6] privilegi perpetu de cavaller en 18 d'octubre de 1569, i va ser armat pel rei Felip II en 1572.[7]
- Bernat Lluís Cotoner i Ballester (m. 1641), fill en segones noces d'Antoni Cotoner i Vallobar[8] es va dedicar a l'estudi de les lleis, i en la cèlebre Universitat d'Avinyó va rebre la borla de doctor en tots dos drets.[9] Entrat en edat abraçà l'estat eclesiàstic. Religiós dominic, inquisidor apostòlic del regne de Sardenya, Inquisidor dels regnes de Mallorca, Aragó i València i del comtat de Barcelona. Va morir en 1641 sent visitador del Tribunal de Sant Ofici de Sicília.
- Rafael Cotoner i d'Olesa (m. 1663), cavaller de l'Orde de Malta, capità de les seves galeres, Batlle senyorial del regne de Mallorca i 59è Gran Mestre dels Cavallers Hospitalaris.[10]
- Nicolau Cotoner i d'Olesa (1608 - 1680), comanador d'Espluga en l'Orde de Malta, batlle de Negrepont i de Mallorca i 60è Gran Mestre dels Cavallers Hospitalaris.[11]
- Marc Antoni Cotoner i Sureda Vivot[12] (1665 - 1749) va ser un noble, polític i militar, I marquès d'Ariany i I regidor degà de l'Ajuntament de Palma.[13]
- Francesc Cotoner i Salas[14] (1724 - 1807) cavaller de l'Orde de Calatrava i regidor perpetu de Palma per la classe noble, va servir al rei en la guerra contra la República de França aconseguint l'ocupació de brigadier dels reials exèrcits.
- Josep Cotoner i Despuig[15](1773 - 1846) IV marquès d'Ariany, capità de les milícies provincials, cavaller professo de l'Ordre de Calatrava i regidor perpetu de Palma per la classe noble, creat l'1 de febrer de 1807 soci de mèrit de la Reial Acadèmia de Belles Arts de Sant Ferran.
- Fernando Cotoner y Chacón Manrique de Lara y Despuig[16] (1817 - 1888), cavaller de l'Orde de Calatrava, tinent general destacat en les guerres carlistes, titulat I marquès de la Sénia, governador de Puerto Rico,[17] ministre de guerra i director general de la Guàrdia Civil.[18] Senador per la província de Balears y vitalici.[19]
- Josep Cotoner Allendesalazar (1848-1927), comte de Sallent, Cavaller de l'Orde de Carles III, primer secretari del Congrés dels Diputats (1884-1890)[20] i director general de l'administració local sota Francisco Silvela (1890-1892).
- Pedro Cotoner y de Veri (1872-1935), III marquès de la Sénia, IX marquès d'Anglesola, cavaller de l'Orde de Malta i gentilhome Gran d'Espanya amb exercici i servitud d'Alfons XIII d'Espanya. Senador per la província de Balears.[21]
- Nicolás Cotoner y Cotoner (1905-1996), XXII marquès de Mondéjar, VIII marquès d'Ariany, XXIII comte de Tendilla, cavaller de l'Orde del Toisó d'Or, de l'Orde de Malta i Gran d'Espanya, cap de la Casa del Rei Joan Carles I, des de 1975 a 1990.

## Grandeses i títols del regne
Concessions fetes a membres de Casa Cotoner
- Ariany, marquesat de.
- Sénia, marquesat de la (GE).

Vinculats en algun moment a Casa Cotoner
- Anglesola, marquesat de.
- Adeje, marquesat de.
- Amalfi, ducat de.
- Bèlgida, marquesat de.
- Corunya, comtat de la.
- Gomera, comtat de la.
- Mondéjar, marquesat de (GE).
- Tendilla, comtat de.
- Sallent, comtat de.
- Ugena, vescomtat de.
- Villamayor de las Ibernias, marquesat de.
- Villardompardo, comtat de.

## Cavallers en vida de l'Orde de Calatrava[24]
- Nicolás Cotoner y Martos, marquès d'Ariany.
- José Cotoner y Martos, marquès de Bélgida.
- Joaquin Francisco Cotoner y Fuster

## Cavallers en vida de l'Orde de Malta[25]
- Íñigo Cotoner y Martos, marquès de Mondéjar (GE).
- Nicolás Cotoner y Martos, marquès d'Ariany.
- José Fernando Cotoner.
- Juan Pedro Cotoner.
- Nicolás Cotoner y Goyeneche.
- Joaquín Cotoner Goyeneche.
- Joaquín Francisco Cotoner y Fuster.